# Nossa Caixa
A Nossa Caixa foi um banco brasileiro, originário das caixas econômicas paulistas, fundado em 30 de dezembro de 1916 e encerrado oficialmente em 30 de novembro de 2009, quando foi incorporado ao Banco do Brasil. Possuía 547 agências e cerca de 15.000 funcionários.

## História
Em 1916 a economia cafeeira sofria com um grande corte das exportações para a Europa, principal mercado do país, em função da Primeira Guerra Mundial. A recessão provocada pelo conflito ajudou a agitar ainda mais os cenários social, político e, sobretudo, econômico. A instabilidade econômica fez com que os gastos da população fosse efetuados com parcimônia, com a prioridade passando a ser a formação de pecúlios.[carece de fontes?] Neste contexto, o momento era ideal para a criação das caixas econômicas paulistas, uma iniciativa que não obteve sucesso em governos anteriores. Em 1892, o presidente do estado Bernardino de Campos sancionou a Lei nº 117, autorizando a fundação de Caixas Econômicas. No entanto, por ser considerada anacrônica, foi posteriormente revogada pela Assembleia Legislativa.[carece de fontes?]

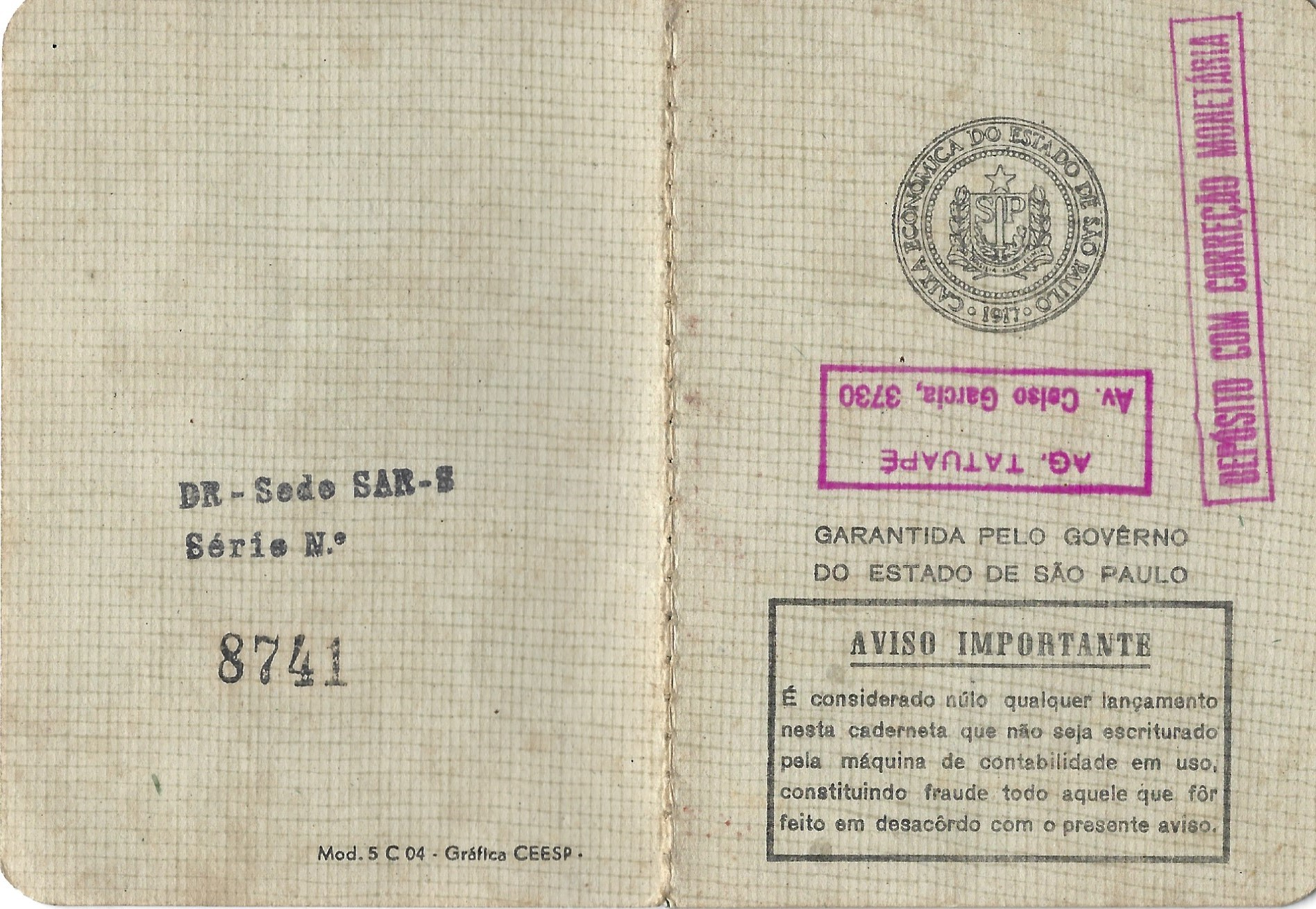
Caderneta de Poupança, emitida em 1971, pela então Caixa Econômica do Estado de São Paulo.

Em 30 de dezembro de 1916, o presidente do estado, Altino Arantes, promulgou a Lei nº 1.544, do Congresso Legislativo, criando as Caixas Econômicas na Capital, além de Santos, Campinas e Ribeirão Preto. Elas foram destinadas a receber pequenos depósitos e estimular a formação de pecúlios populares. O Decreto nº 2.765, de 1917, regulamentou a lei. Em 22 de março de 1917, a Caixa Econômica do Estado, na Capital, precisamente na rua Floriano Peixoto, iniciou suas atividades com um depósito no valor de um conto de réis, efetuado pelo filho de Arantes, o estudante Paulo Francisco.

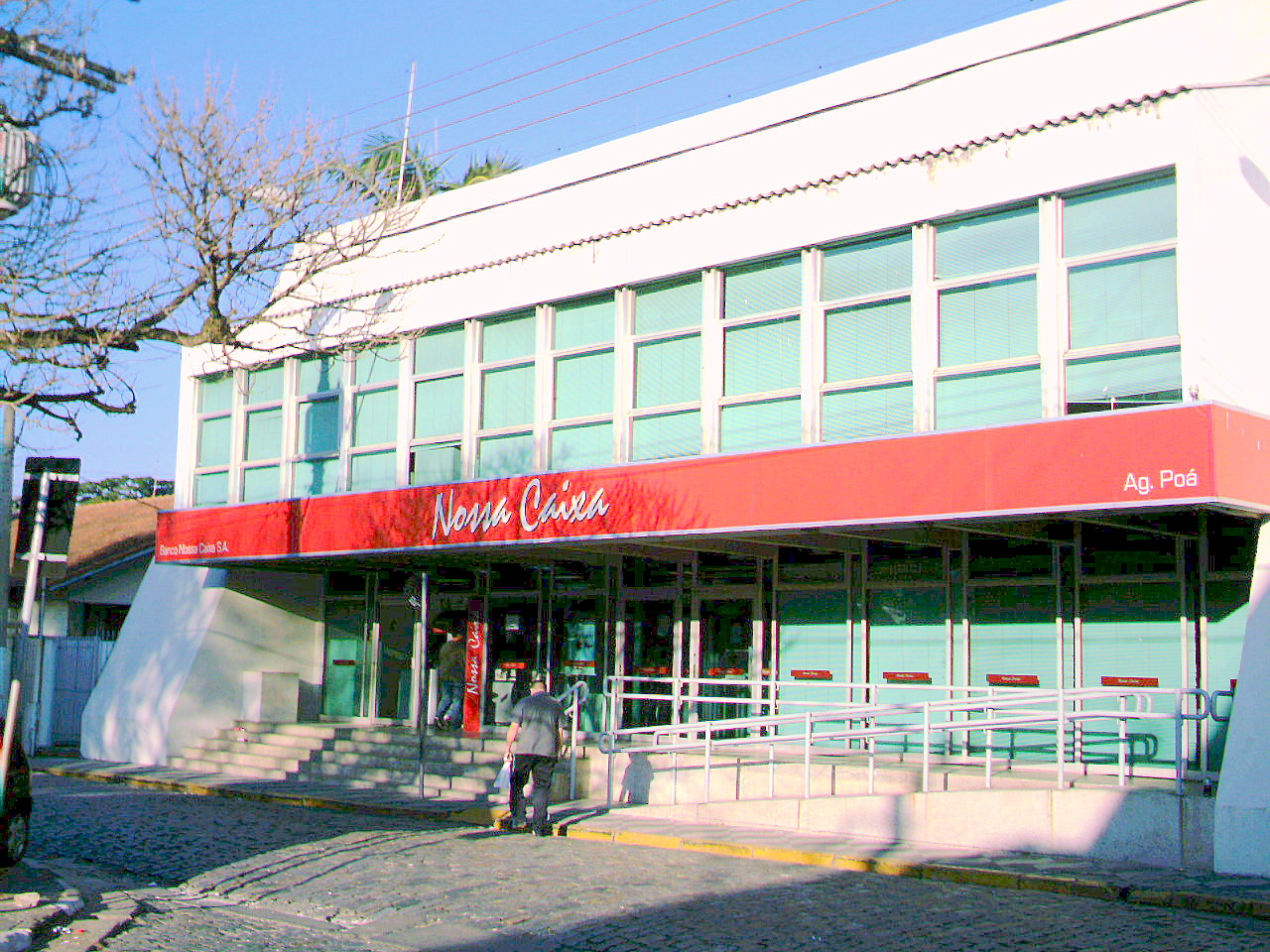
Agência em Poá, na Grande São Paulo

Ainda em 1917, após o estabelecimento de sua sede, o banco inaugurou outras três unidades: em Santos (2 de maio), em Campinas (2 de junho) e em Ribeirão Preto (30 de junho). Todas contavam com autonomia administrativa, mas estavam submetidas às diretrizes da Secretaria da Fazenda. Nos anos seguintes, suas atividades se ampliaram rapidamente. Em meados da década de 1920, já acumulava depósitos em quantia semelhante a da Caixa Econômica Federal. O banco então iniciou um processo de interiorização, fundando agências em diversas cidades do interior paulista. Se no final de 1917 detinha 56 agências, em 1939 este número mais que triplicou, crescendo para 198. Em 1938, contava com quase 100.000 cadernetas de depósitos. No ano 1951, o governo estadual decidiu reunir todas as agências em uma autarquia, que foi denominada Caixa Econômica do Estado de São Paulo.

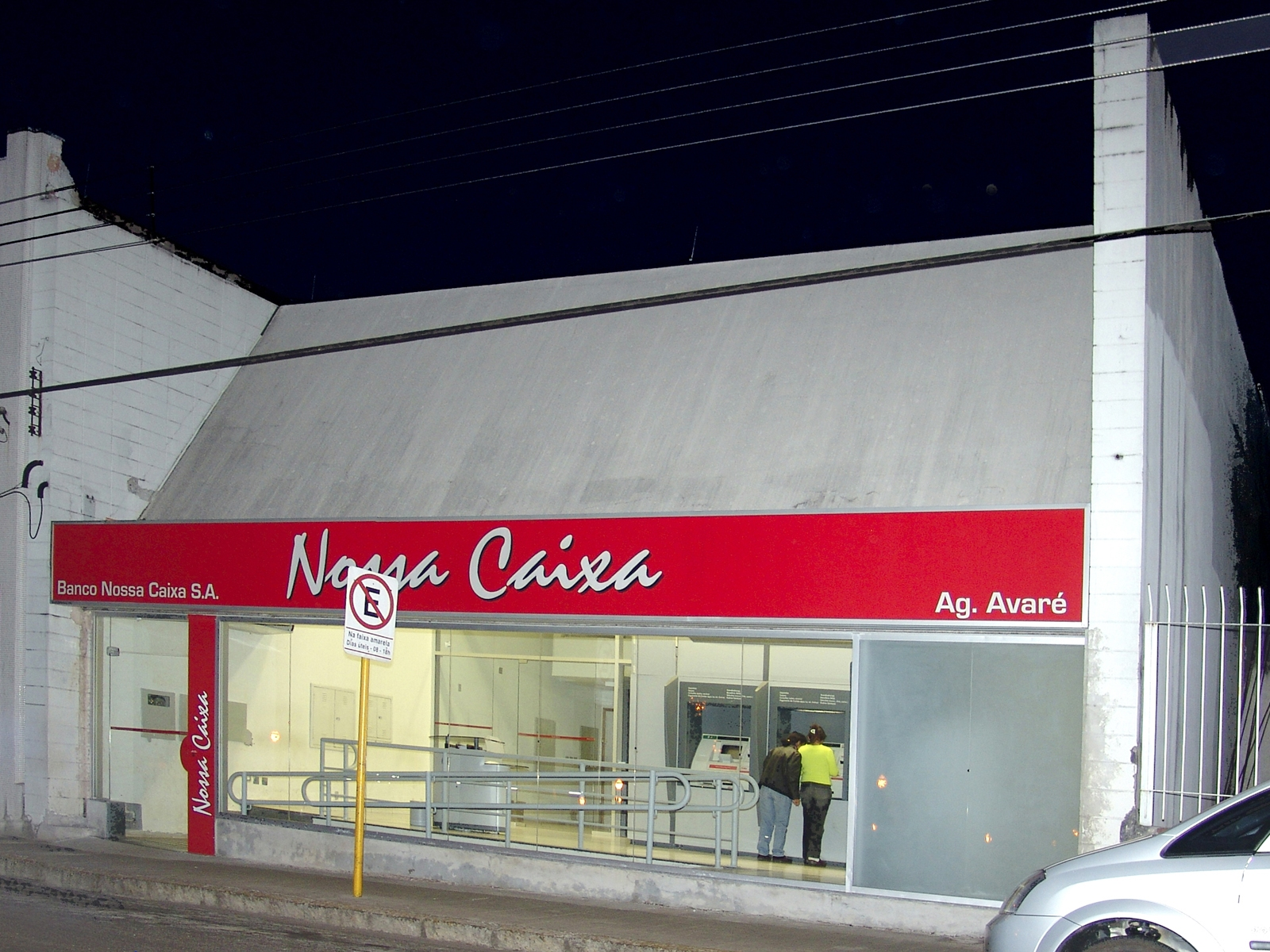
Agência em Avaré, no interior do estado

Em 1956, a sede da instituição foi transferida para o edifício Altino Arantes. Em 1974, deixou de ser autarquia para se transformar em empresa de sociedade anônima. Em 1990, mudou novamente de status, passando a se tornar um banco múltiplo, o que lhe possibilitou diversificar suas ações. Também recebeu um novo nome: Nossa Caixa Nosso Banco S/A. Em 2000, assumiu a posição de banco oficial do Estado com a privatização do Banespa, mudando novamente de nome, para Banco Nossa Caixa S/A. No ano seguinte, o governador Geraldo Alckmin sancionou a Lei nº 10.853, autorizando o estado a vender até 49% das ações do banco. Converteu-se, assim, em uma companhia de economia mista, expandindo suas agências para outros estados. Em 2005, transformou-se em uma instituição de capital aberto, juntando-se à Bovespa (atual B3). Em 2007, o Nossa Caixa começou a pagar toda a folha de pagamento estadual. Na época, era terceiro maior banco público brasileiro, com 5,4 milhões de clientes e com agências em todas as cidades de São Paulo.

### Incorporação ao Banco do Brasil
Em novembro de 2008, o Banco do Brasil informou à Comissão de Valores Mobiliários (CVM) e à Bolsa de Valores de São Paulo a aquisição do Nossa Caixa, ao custo de R$ 5,38 bilhões. A incorporação levou o Banco do Brasil a liderar o mercado no estado de São Paulo, onde anteriormente ocupava a quarta colocação. Para que o negócio fosse concretizado, foi necessária a autorização do Governo do Estado, que detinha diretamente 71,25% das ações ordinárias, e a autorização da Assembleia Legislativa. A Nossa Caixa era o último grande banco estadual ainda não privatizado.
Na época, alguns bancos privados sugeriram que a venda da Nossa Caixa fosse à leilão. No entanto, com a definição do Conselho Nacional de Justiça sobre a obrigatoriedade de manutenção dos depósitos judiciais em bancos públicos, o Banco do Brasil tornou-se o único capaz de pagar a máxima quantia possível pela Nossa Caixa, pois os demais concorrentes privados teriam de subavaliá-la, visto que perderiam os depósitos judiciais, da ordem de 15 bilhões. Em novembro de 2009, houve a incorporação societária do banco e a consequente extinção do Cadastro Nacional da Pessoa Jurídica (CNPJ), assim como a alteração de sua hierarquia, que se subordinou à do Banco do Brasil. A partir desta data os funcionários puderam optar pela carreira de funcionários do Banco do Brasil.

## Dados

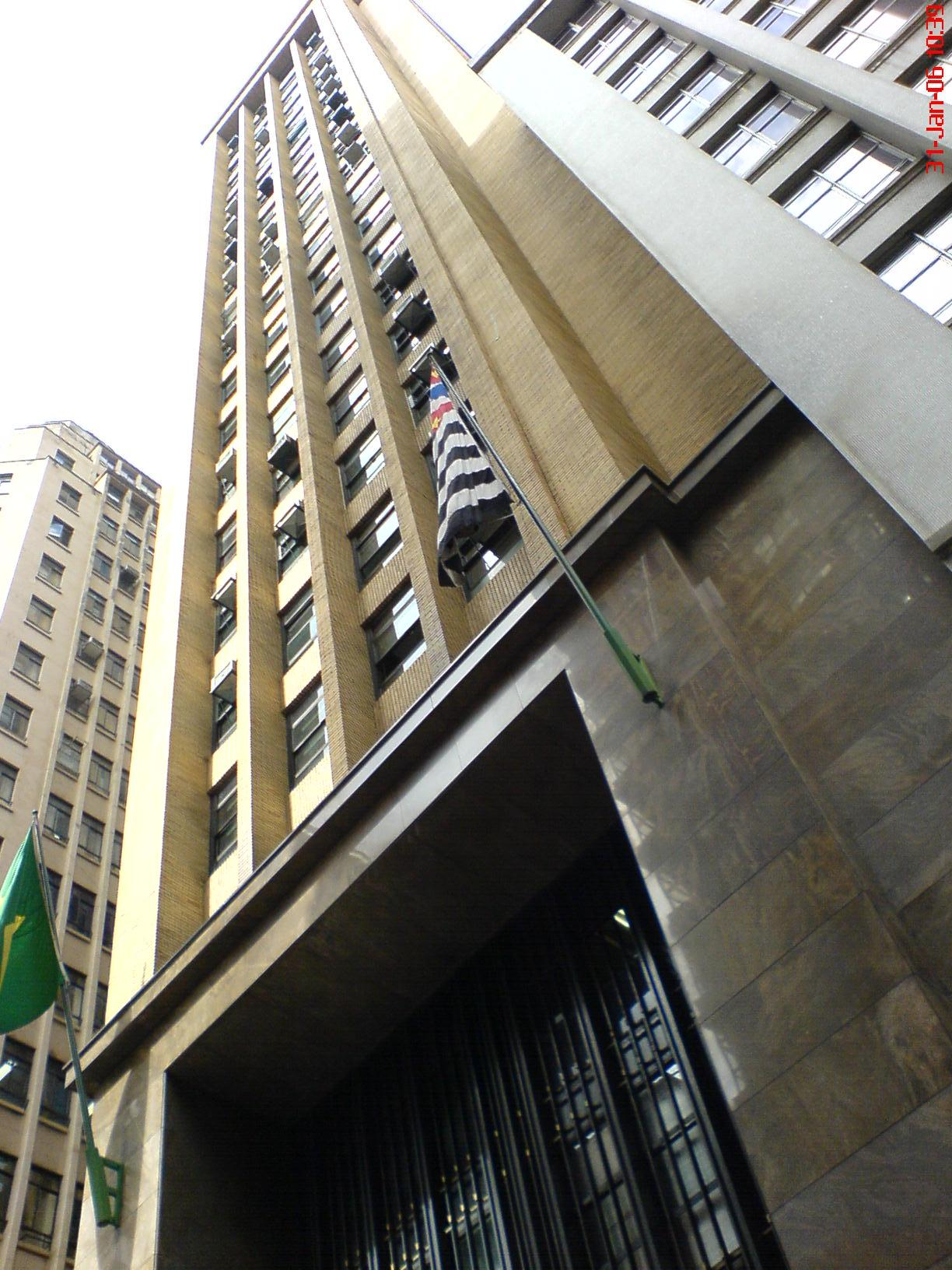
Sede do Banco Nossa Caixa, à Rua XV de Novembro

| Razão Social                                                               | Banco Nossa Caixa S.A.                           |
| Número                                                                     | 151                                              |
| CNPJ                                                                       | 43.073.394/0001-10                               |
| Sede                                                                       | R. XV de Novembro, 111 - Centro - São Paulo – SP |
| Instituição Financeira autorizada a funcionar pelo Banco Central do Brasil |                                                  |

| Números do Banco em dezembro de 2006 |                  |
| Ativo total                          | R$ 39,3 bilhões  |
| Depósitos                            | R$ 27,6 bilhões  |
| Lucro líquido                        | R$ 453,5 milhões |
| Patrimônio líquido                   | R$ 2,6 bilhões   |

| Números do Banco em 2001 |                  |
| Ativos                   | R$ 54,4 bilhões  |
| Clientes                 | 5,7 milhões      |
| Despesas administrativas | R$ 671,7 milhões |